# Dee Snider
Daniel "Dee" Snider (Nova Iorque, 15 de março de 1955) é um cantor dos Estados Unidos, conhecido por ser o vocalista e líder da banda Twisted Sister.
Após o fim do Twisted Sister, Dee Snider montou uma banda chamada Desperado, que contava com o baterista Clive Burr, ex-Iron Maiden. A banda preparou um álbum e fez alguns concertos. A gravadora que iria lançar o álbum, acabou não o lançando, o que causou o fim da banda. Anos depois um fã conseguiu a fita de estúdio e lançou o CD com o nome Bloodied, But Unbowed.
Em 1992, Dee Snider formou o Widowmaker, que continha na banda o baixista do Desperado, Mark Russel, Joey Franco (último baterista do Twisted Sister) e Al Pitrelli (guitarrista original do Alice Cooper). O som da banda era uma mistura de hard rock com música alternativa. A banda lançou dois álbuns, Blood and Bullets em 1992 e Stand by for Pain em 1998. Depois disso a banda sumiu.
Em 1995 Dee Snider voltou com a banda SMF, um cover do Twisted Sister e lançou o vídeo ao vivo Twisted Forever. Além disso, Dee lançou o filme Mórbido Silêncio, no qual é protagonista. Nesse filme inclui uma nova composição do Twisted Sister, "Heroes Are Hard To Find", o que ocasionou a volta da banda.
Em 22 de agosto de 2000, Dee Snider lançou o álbum Never Let The Bastards Wear You Down junto com a declaração de que esse será seu último trabalho, porém garantiu que o Twisted Sister voltará.
Em 2001 Dee Snider deu voz a Gol, a personagem maléfica do videojogo para a Playstation 2 Jak and Daxter: The Precursor Legacy.
Em abril de 2002 também participou de um filme para a televisão americana (interpretando ele mesmo) chamado Proibido para Menores, o filme fala sobre a criação do selo de advertência aos pais nos discos americanos.
Em 2020, participou do álbum Transitus, do projeto de metal progressivo Ayreon, mais precisamente na faixa "Get Out! Now!".
Em 2021 apareceu em participação especial como ele mesmo em um episódio da terceira temporada da série Cobra Kai da  Netflix